# You Not Me
«You Not Me» es la segunda pista del álbum Falling Into Infinity de la banda de metal progresivo Dream Theater. Fue lanzada como corte publicitario y entró en la posición 40 del Billboard Mainstream Rock Singles.
Originalmente, la canción se llamaba You Or Me y había sido plenamente escrita por John Petrucci. Duraba 6:24 y era algo diferente a la versión del álbum, pero esta conserva el riff original. Luego de algunas intervenciones del productor Kevin Shirley, la canción fue reescrita por Desmond Child y la canción terminó siendo lo que aparece en el álbum como muchas otras canciones del mismo, para ser lanzada como corte publicitario.